# Proenzym
Proenzym nebo také zymogen je neaktivní prekurzor enzymu. K tomu, aby se z proenzymu stal aktivní enzym, je třeba jeho biochemické změny. K té dochází obvykle v lysozomech.

## Příklady proenzymů
- trypsinogen – mění se na trypsin
- chymotrypsinogen – mění se na chymotrypsin
- pepsinogen – v kyselém prostředí se mění na pepsin, přičemž aktivace probíhá působením dříve vzniklého pepsinu (jde o tzv. autokatalýzu)

a většina proteinů koagulačního systému.